# Atkinson (Nebraska)
Atkinson – miasto w Stanach Zjednoczonych, w stanie Nebraska, w hrabstwie Holt.